# Coronacrisis in Iran
De coronacrisis in Iran kondigde zich aan op 19 februari 2020, toen in de heilige stad Qom de eerste twee besmettingen met het coronavirus SARS-CoV-2 werden vastgesteld. Later die dag bleek dat zij reeds aan de gevolgen van het virus waren gestorven. Vanuit deze stad, waar veel sjiitische pelgrims heen reizen, verspreidde het virus zich verder.

Aantal besmettingen (blauw) en doden (rood) door COVID-19 (logaritmische schaal). De stippellijnen geven het dagelijkse verschil aan.

Sindsdien heeft het aantal besmettingen zich sterk uitgebreid over Iran. Op 21 februari was er van 18 mensen bekend dat zij waren besmet, er waren inmiddels vier doden. Op 24 februari waren er twaalf doden.
Op 24 februari liet de onderminister van Volksgezondheid weten niets te zien in maatregelen als quarantaines. Nog dezelfde dag bleek hij zelf besmet te zijn. Ook minstens 23 parlementariërs waren besmet.
Op 1 maart was het aantal officieel gemelde besmettingen gestegen tot 593 en het aantal doden tot 43. Op 3 maart was dit gestegen tot 77. Mogelijk lag het aantal al veel hoger.
Op 7 maart maakte het ministerie van Gezondheid bekend dat er inmiddels 5.800 mensen in Iran zijn besmet en dat er 145 doden zijn. Het vermoeden bestaat echter dat de situatie veel erger is dan het regime doet voorkomen en dat de regering de uitbraak heeft gebagatelliseerd uit vrees dat er in het land paniek zal uitbreken als de echte omvang duidelijk wordt.
Vanaf 8 maart werden alle vliegverbindingen van Iran Air naar Europa gestaakt. Ook werd bekend dat al diverse politici in Iran aan de besmetting waren gestorven. Voor de bescherming van de bevolking en het medische personeel zijn onvoldoende gezichtsmaskers, thermometers en medicijnen beschikbaar. Tot enkele weken geleden werden deze nog geëxporteerd naar China.
Op 17 maart was het aantal vastgestelde besmettingen gestegen tot 16.169. Er waren inmiddels 988 doden en er waren 5.389 patiënten hersteld. Het vermoeden bestaat dat de aantallen veel hoger zijn, en opvallend veel mensen uit de regering zijn besmet. Door de hoogste Iraanse leider, grootayatollah Ali Khamenei, is een  decreet uitgevaardigd dat onnodige reizen verbiedt. Voorts zijn 85.000 gedetineerden vrijgelaten om het virus te beteugelen. Veel gelovigen zijn het niet eens met de beperkingen. In de steden Qom en Masshad werden twee belangrijke mausolea bestormd die op 16 maart waren gesloten vanwege het virus.
Begin augustus 2020 kwam de BBC-Iran in het bezit van officiële, maar vertrouwelijke cijfers, die over de periode tot 20 juli spreken van bijna 42.000 doden, tegen officieel 14.405, en 451.024 besmettingen in plaats van officieel 278.827. Dit versterkt de vaststelling dat Iran het zwaarst getroffen land is in het Midden-Oosten.